# Yāmunāchārya
Yāmuna Āchārya (980-1060) fue un religioso hinduista que vivió en Sri Rangam, en sur de la India. Fue el creador de la doctrina vishista advaita.
Nació a fines del siglo X y era nieto del famoso bráhmana Nathamuni (920-990), que había sido un yogui famoso que recogió las obras de los alvares tamiles.
Según otra datación, Yāmuna Āchārya vivió entre 916 y 1041, y Nathamuni vivió entre 824 y 924. Yāmuna  creció aprendiendo los textos védicos de Rama Misra —también conocido como Manakkal Nambi— quien era experto en la doctrina mimansa.

## Otros nombres
Su nombre es el nombre del río sagrado Yāmuna, afluente del río Ganges. El nombre de este maestro puede aparecer escrito de distintas maneras:
- Yamunacharya
- Yāmunāchārya
- Yāmunācārya
- Yamúnāchārya
- Yamúnācārya
- Yamuna Muni
- Alavandar

## Leyenda de su juventud
En su vejez, Iamuna relataba esta historia: cuando era adolescente, había desafiado a Akkiyalvan, sacerdote del rey Pandya (el nombre de este rey se discute).
Akkiyalvan, cuando vio al joven, preguntó con sorna «¿alavandara?» (‘¿esto ha venido a enseñarme a mí?’).
Iamuna dijo que había derrotado a Akkiyalvan utilizando las técnicas de lógica de este en su contra: demostró que —de acuerdo con la lógica— la madre de Akkiyalvan había sido estéril (por lo tanto él no había nacido), el rey no era buena persona y la reina era una prostituta cara.
El rey y la reina habían quedado impresionados por la demostración que el joven hizo de las deficiencias de la lógica, y lo habrían adoptado como hijo, y lo nombraron rey de la mitad de su reino.
Iamuna dijo que gobernó durante muchos años.
En los completos registros históricos del reino Pandya no hay ningún escrito que apoye esta historia.
Quizá haya sucedido en un pueblo pequeño y no en el reino de Pandya.
Después de años de gobierno, su exgurú Rama Mishra lo engañó para que visitara el templo de Ranganatha.
Allí, Iamuna tuvo una epifanía y renunció a su cargo de rey y se convirtió en sanniasi, adoptando la forma de vida saranagati (‘el sendero de la entrega’).
En ese lugar compuso el Chatu shloki (‘cuatro versos’) y el Ratna strotra.
Rama Mishra lo nombró gurú principal de su escuela y le cambió el nombre por Yamuna Muni o Yamunacharyá.
Le entregó los manuscritos del texto Divia prabandha (compuesto a lo largo de los siglos VIII y IX por los doce poetas Alvar, y compilado por Nathamuni).

## Obras
Yāmuna se centró en los debates religiosos entre las doctrinas duaita (‘dual’: las almas son distintas de Dios) y las advaita (‘no-dual’: las almas somos Dios).
Tradujo al sánscrito las obras tamiles de los Alvar.
- Chatu śloki (‘cuatro versos’), oración popular en alabanza de la diosa Shri (consorte del dios Visnú).
- Strotra ratna (‘la joya entre las estrofas’), oración en alabanza de Naraiana (Visnú).
- Siddhi trayam (‘tres perfecciones’), que describen la escuela de pensamiento vishistadvaita (la relación entre las almas, Dios y el universo):
  - AtmaSiddhi
  - Samvitsiddhi
  - Íswara siddhi
- Agama pramania (pruebas sobre el agama), que demuestra la autoridad del Pancha-ratra agama.
- Maha purusha nirnayam, que demuestra que la realidad última de Dios no es un Dios soltero, sino el par «Dios-Diosa» (la diosa Sri y el dios Narayana).
- Gita artha sangraha comentario sobre el Bhagavad guitá
- Nityam (‘lo eterno’).
- Mayaa vadha khandanam

## Vejez y muerte
El reconocido maestro Ramanuyāchārya (1077-1157) —uno de los líderes de la escuela Sri Vaisnava— llegó a Sri Rangam el mismo día en que Yāmuna falleció, diciendo que el anciano maestro lo iba a nombrar su discípulo principal, y líder de su escuela.
Ramanuya notó que el maestro mantenía rectos tres dedos, y dijo a los discípulos que por lo tanto el maestro lo había nombrado su sucesor y que esos tres dedos significaban que el maestro le había dejado como herencia tres tareas por hacer:
1. debía conmemorar el nombre del sabio Parashará (el padre del sabio Viasa, escritor de los textos védicos) nombrando en su honor a una persona digna de llamarse así;
2. debía redactar un comentario sobre el Tiruvaymozhi (de Nammalvar, el más prolífico de los escritores Alvar);
3. debía redactar un comentario sobre las Upanishads, el Vedanta sutra y el Bhagavad-guitá.

## Yāmuna y la datación del «Bhagavata»
Los datos biográficos de Yāmuna Achariá y de Ramanuya Achariá (1077-1157) se utilizan como base para fechar el Bhágavata-purana (del siglo XI) ya que Yāmuna escribió comentarios sobre cada uno de los textos sánscritos que hablaban de bhakti (devoción a Dios), pero no mencionó la existencia del Bhágavatam, que se supone que es el principal texto sobre bhakti, por lo que se deduce que en esta época no había sido compuesto aún.